# 第151合同任務部隊
第151合同任務部隊（だい151ごうどうにんむぶたい、Combined Task Force 151、CTF-151）は、合同海上部隊の1つとして2009年1月8日に設立された、ソマリア沖の海賊への対処を任務とする多国籍海上部隊である。
当初、アラビア海、アデン湾、紅海を中心とする海域における対テロ作戦（海上治安活動・海上阻止行動）を担っている第150合同任務部隊（CTF-150）が担当していた海賊対処を、専任で担うためにCTF-151が設立された。

## 編成
アメリカ海軍を中心とする各国の海軍が人員や艦艇を拠出して編成されており、アメリカ軍の中で中東を担当するアメリカ中央軍の隷下にある、アメリカ中央海軍・第5艦隊（同一人が司令官を兼任）が実務を担っている。
船舶検査（臨検）部隊が組み入れられており、アメリカ海軍のみならず、アメリカ海兵隊の狙撃チームや攻撃ヘリコプター、アメリカ沿岸警備隊の法執行官も含まれている。
CTF-151が運用するオーシャン・シールド作戦には、北大西洋条約機構が第1常設NATO海洋グループとして参加している他、中国人民解放軍海軍（江凱型フリゲート526番艦「温州」など・中華人民共和国のソマリア沖海賊対策）、パキスタン海軍、オーストラリア海軍、大韓民国海軍（清海部隊）、日本の海上自衛隊（ソマリア沖海賊の対策部隊派遣）など他の国々も参加しており、欧州連合によるアタランタ作戦やロシア海軍（ロシアのソマリア沖海賊対策）とも協力関係にある。

### 司令官
- テレンス・マクナイト（英語版）海軍少将（アメリカ合衆国海軍）2009年1月頃
- ミシェル・ハワード（英語版）海軍少将（アメリカ合衆国海軍）2009年4月頃
- カネル・ベネル （Caner Bener）海軍少将（トルコ海軍）2009年5月頃
- スコット・サンダース （Scott E. Sanders）海軍少将（アメリカ合衆国海軍）2009年8月頃
- バーナード・ミランダ （Bernard Miranda）海軍少将（シンガポール海軍）2010年1月から4月頃
- イ・ボンリム （Lee Beom-rim）海軍少将（大韓民国海軍）2010年4月から5月頃
- スィナン・エルトゥールル （Sinan Ertuğrul）海軍少将（トルコ海軍）
- アブドゥル・アリーム （Abdul Aleem）海軍准将（パキスタン海軍）
- ハリス・チャン （Harris Chan）海軍少将（シンガポール海軍）2011年6月から7月頃
- ジム・ギルモア （Jim Gilmour）海軍大佐（ニュージーランド海軍）2011年7月から8月頃
- カリーム・シャウカット（Kaleem Shaukat）海軍少将（パキスタン海軍）2011年終盤から2012年初頭。
- 伊藤弘 海将補（海上自衛隊）2015年5月31日から2015年7月23日[1]
- 福田達也 海将補（海上自衛隊）2017年3月9日から2017年6月29日[2]
- 梶元大介 海将補（海上自衛隊）2018年3月1日から2018年6月27日[3]
- 石巻義康 海将補（海上自衛隊）2020年2月20日から2020年7月16日[4][5]

### 日本
2隻の護衛艦による独自のエスコート方式で民間船舶を護衛していたが、2013年12月から派遣水上部隊のうち護衛艦1隻をCTF-151に参加させ、2014年2月からは派遣航空隊もCTF-151に参加させている。
2015年5月31日、海上自衛隊第4護衛隊群司令 伊藤弘海将補が第151合同任務部隊の司令官に就任した。自衛官が訓練でない実際の多国籍部隊の司令官に着任するのは初となる。
2017年3月9日、海上自衛隊第4護衛隊群司令 福田達也海将補が第151合同任務部隊の司令官に就任した。
2018年3月1日、海上自衛隊第3護衛隊群司令 梶元大介海将補が第151合同任務部隊の司令官に就任した。 
2020年2月20日、海上自衛隊第3護衛隊群司令 石巻義康海将補が第151合同任務部隊の司令官に就任した。